# El texano
El texano es una película de western mexicana estrenada en 1965 dirigida por Alfredo B. Crevenna. Esta protagonizada por Rodolfo de Anda, Elsa Cárdenas y Carlos López Moctezuma.

## Trama
Un cacique contrata a matones que abusan de la gente del pueblo. Cuando los matones intentan colgar a un joven campesino, el Texano lo rescata. Los dos unen fuerzas y se contratan con una joven a cuyo padre mató el cacique, que ahora quiere quitarle a ella las tierras que heredó.

## Reparto
- Rodolfo de Anda como Manuel Saldivar
- Elsa Cárdenas como Rosita
- Carlos López Moctezuma como Pedro, el Comisario
- Emma Arvizu como Guadalupe
- Jorge Russek como Gustavo
- Víctor Alcocer como Rubén, el Cantinero
- Guillermo Álvarez Bianchi como Don Antonio
- Alicia Montoya como Dolores
- Guillermo Herrera como Juan Saldivar
- Fedora Capdevila como Madre de Manuel
- Agustín Isunza como Teodoro Gómez
- Francisco Avitia como Cantante
- Federico Falcón como Empleado de Guadalupe (no acreditado)
- Emilio Garibay como Empleado de Guadalupe (no acreditado)
- José L. Murillo como Chucho (no acreditado)